# Bez mojej zgody
Bez mojej zgody (ang. My Sister's Keeper) – amerykański dramat filmowy z 2009 roku w reżyserii Nicka Cassavetesa, zrealizowany na podstawie książki Jodi Picoult. Zdjęcia kręcono w Los Angeles oraz w Parku Narodowym Glacier w stanie Montana.

## Obsada
- Abigail Breslin – Andromeda 'Anna' Fitzgerald
- Sofia Vassilieva – Kate Fitzgerald
- Cameron Diaz – Sara Fitzgerald
- Jason Patric – Brian Fitzgerald
- Evan Ellingson – Jesse Fitzgerald
- Heather Wahlquist – ciotka Kelly
- Alec Baldwin – Campbell Alexander
- Nicole Marie Lenz – Gloria